# Eva De Dominici
Pour les articles homonymes, voir De Dominici.
Eva De Dominici, née Eva Carolina Quattrocci le 21 avril 1995 à Avellaneda, Buenos Aires en Argentine, est une actrice notamment connue pour son rôle « Alexia » dans la telenovela intitulée De tout mon cœur.

## Filmographie
- 2006 : Chiquititas sin fin : Miki
- 2007 - 2008 : De tout mon cœur : Alexia Valiente
- 2009 - 2010 : Consentidos : Gal Cortese
- 2010 : Cuando toca la campana : Paola
- 2011 : Peter Punk : Jael
- 2011 : Dance! : Gala
- 2012 : Dulce Amor : Lola
- 2016 : Sangre en la boca : Deborah
- 2018 : No dormirás de Gustavo Hernandez : Bianca
- 2021 : Cosmic Sin : Juda Saule